# Català matarranyenc
El català matarranyenc és la parla comarcal de la conca hidrogràfica del riu Matarranya i forma part de les parles de transició entre català nord-occidental i el valencià. Es distribueix per l'Alt Matarranya (oficialment, la comarca de Matarranya) i pel Baix Matarranya (avui en dia inclòs oficialment a la comarca del Baix Aragó - Casp). L'Atles Lingüístic i Etnogràfic de l'Aragó, Navarra i la Rioja (ALEANR) hi figuren els municipis de Faió, Calaceit, Vall-de-roures i Pena-roja.
És possible que l'origen de la llengua catalana en la zona del Matarranya sigui la repoblació feta pels cristians arribats dels Pirineus (del Pallars i la Ribagorça principalment. Un cop Alfons II va reconquerir el Matarranya, aquest territori va ser annexat al regne aragonès i va ser repoblat per catalans.

## Variants
No hi ha una gran diferenciació amb les parles de la Terra Alta i del Baix Ebre, a la província de Tarragona, ni amb les parles dels Ports i del nord de Castelló, però tot i això sí que hi ha una gran diferència entre el català matarranyenc i les parles de Mezquín-Guadalop. Valljunquera pertany a aquest últim grup.
Les parles del Matarranya són homogènies, tret dels casos de La Freixneda, Favara de Matarranya i, sobretot en la parla maellana, aquesta última amb traces ribagorçanes.

## Característiques
Les traces més generals mostren les característiques del català nord-occidental, com l'article lo, o el present del subjuntiu i és més similar al català nord-occidental que no al fragatí o al ribagorçà. No obstant això, hi ha alguna traça meridional o valenciana, com ara el passat imperfet del subjuntiu, que fan que la parla matarrenyesa es classifiqui com a parlar de transició entre el català nord-occidental i el valencià, igual que el tortosí. La influència lingüística del català metropolità amb la construcció els hi arriba des de Tortosa i Gandesa.
Hi ha una reduïda presència d'antics aragonesismes en comparació als hispanismes moderns o als neologismes d'origen francès i anglès propis de la modernitat. Artur Quintana i Font va fer enquestes lèxiques en tots els indrets del Matarranya i va descobrir el mot plantaina a Maella, Massalió i Fórnols. Altres aragonesismes presents són ligallo, txirigallo i tartir. La presència d'aragonesismes és més gran en el maellà, on es fa servir el vocatiu fillo.